# Suttenbrunn
Suttenbrunn ist ein Dorf in Niederösterreich und eine Ortschaft sowie Katastralgemeinde der Stadtgemeinde Hollabrunn im gleichnamigen Bezirk. Die Ortschaft hat 175 Einwohner (Stand 1. Jänner 2024).

## Geographie
Das Dorf liegt nördlich der Stadt Hollabrunn.
Nachbarorte von Suttenbrunn sind in der Stadtgemeinde Hollabrunn die Stadt Hollabrunn sowie in der Marktgemeinde Grabern der Ort Schöngrabern.
|                | Schöngrabern                                |  |
|                | Kompassrose, die auf Nachbargemeinden zeigt |  |
| Oberfellabrunn | Hollabrunn                                  |  |

## Geschichte
Urgeschichtliche Bodenfunde lassen bereits auf eine lange Besiedlung zurückschließen. 1108 wurde die erste bekannte urkundliche Erwähnung in einer Wullersdorfer Pfarrurkunde gemacht, 1311 wird ein Heinrich von Suttenbrunn in einer Urkunde erwähnt.
Im 15. Jahrhundert erbt Ulrich von Stubenberg von Jörg Dachsberger Gülten unter anderem auch in Suttenbrunn. 1651 starb der Ort infolge des Dreißigjährigen Krieges und der Pest fast gänzlich aus.
1770 kam der Ort durch Tausch an die Gileis von Sonnberg.
Nahe Suttenbrunn fand 1805 die Schlacht bei Hollabrunn und Schöngrabern zwischen den französischen Truppen Napoleons und den Truppen der österreichisch/russischen Alliierten statt. Trotz großer Verluste konnten die Franzosen aufgehalten werden.
Laut Adressbuch von Österreich waren im Jahr 1938 in der Ortsgemeinde Suttenbrunn ein Binder, zwei Gastwirte, ein Gemischtwarenhändler, eine Milchgenossenschaft, ein Perlmutterdrechsler, ein Schuster, ein Weinhändler und ein Landwirt mit Direktvertrieb ansässig.
Suttenbrunn wurde 1972 nach Hollabrunn eingemeindet.

## Politik

### Bürgermeister der ehemaligen Gemeinde Suttenbrunn
- 1960–1971 Georg Hörker

### Ortsvorsteher der Katastralgemeinde Suttenbrunn
- 1972–1980 Georg Hörker
- 1980–2000 Herbert Reisinger
- seit 2000 Anton Aigner

## Sehenswertes
- Ortskapelle Suttenbrunn